# جاینت سیلوا
جاینت سیلوا (انگلیسی: Giant Silva؛ زادهٔ ۲۱ ژوئیهٔ ۱۹۶۲) بازیکن بسکتبال، ورزشکار هنرهای رزمی ترکیبی و کشتی‌گیر کشتی حرفه‌ای اهل برزیل است.